# Lido di Spina
Il Lido di Spina è una frazione di Comacchio e frequentata località balneare della provincia di Ferrara. Appartiene al comprensorio dei sette Lidi di Comacchio. 

## Storia

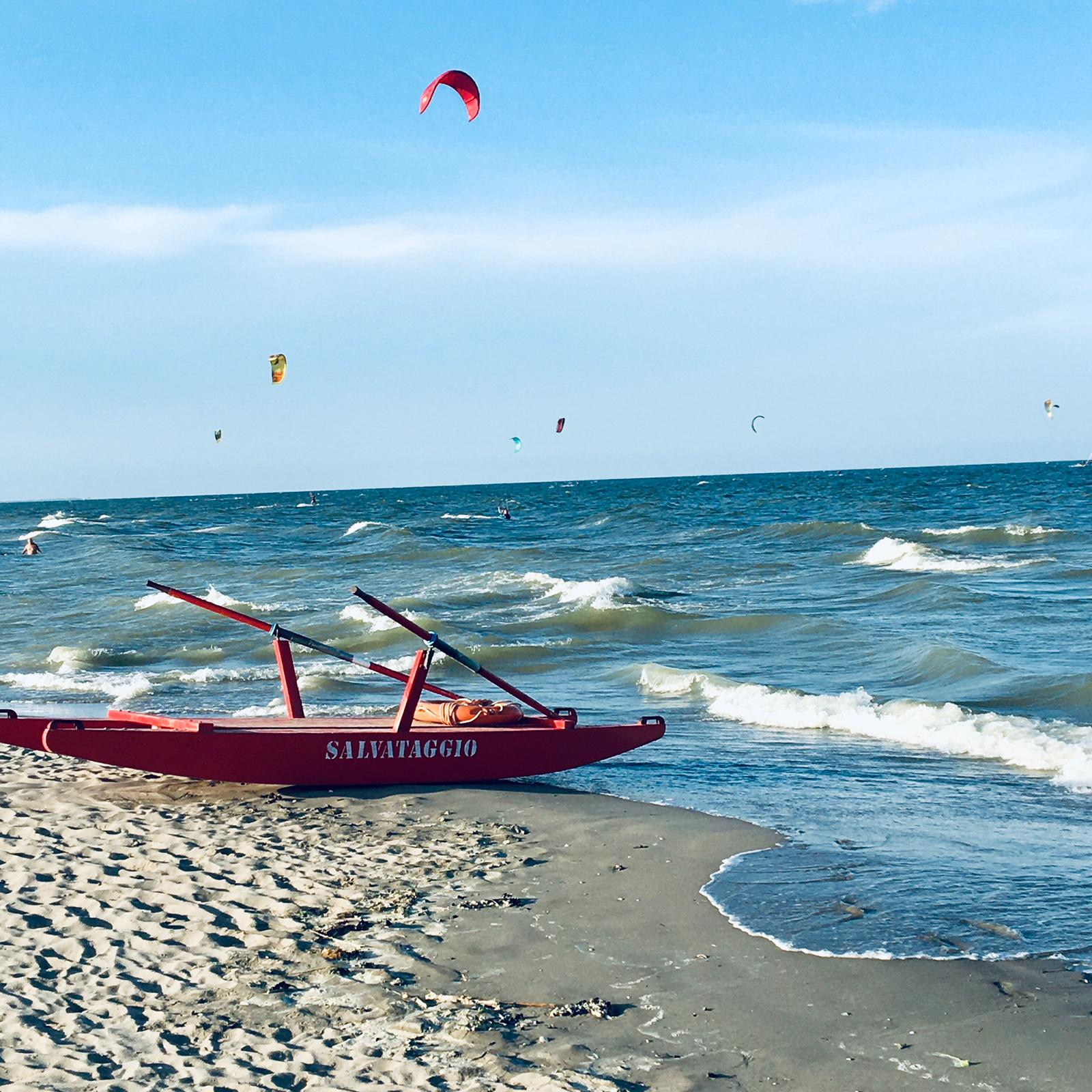
Spiaggia

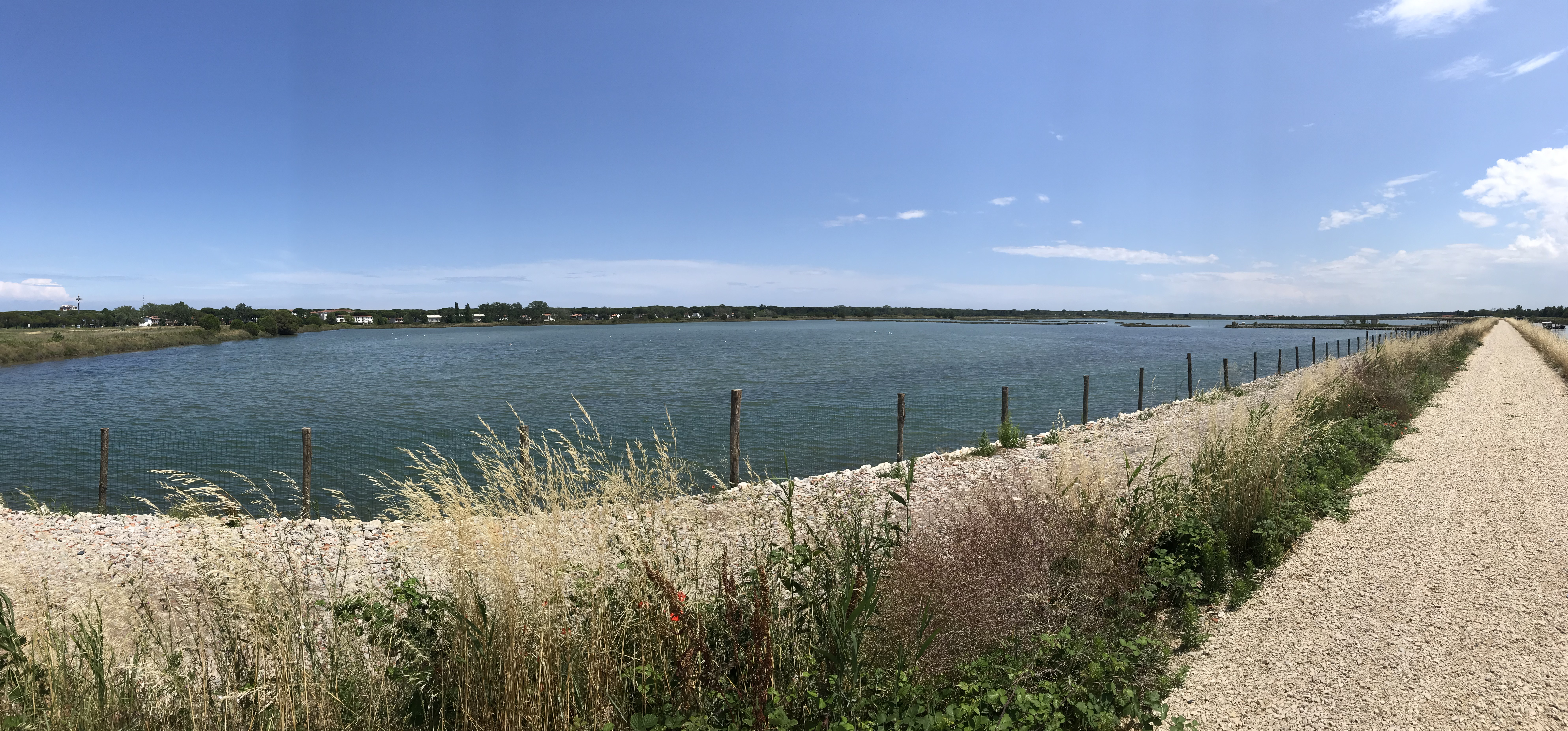
Lago di Spina

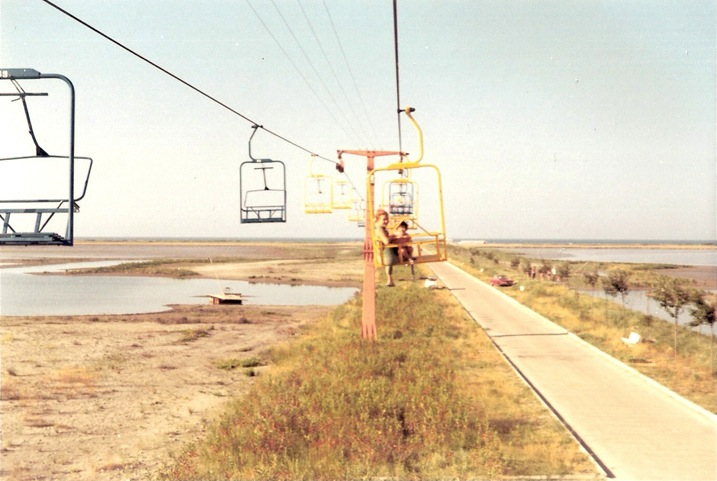
Seggiovia di Spina

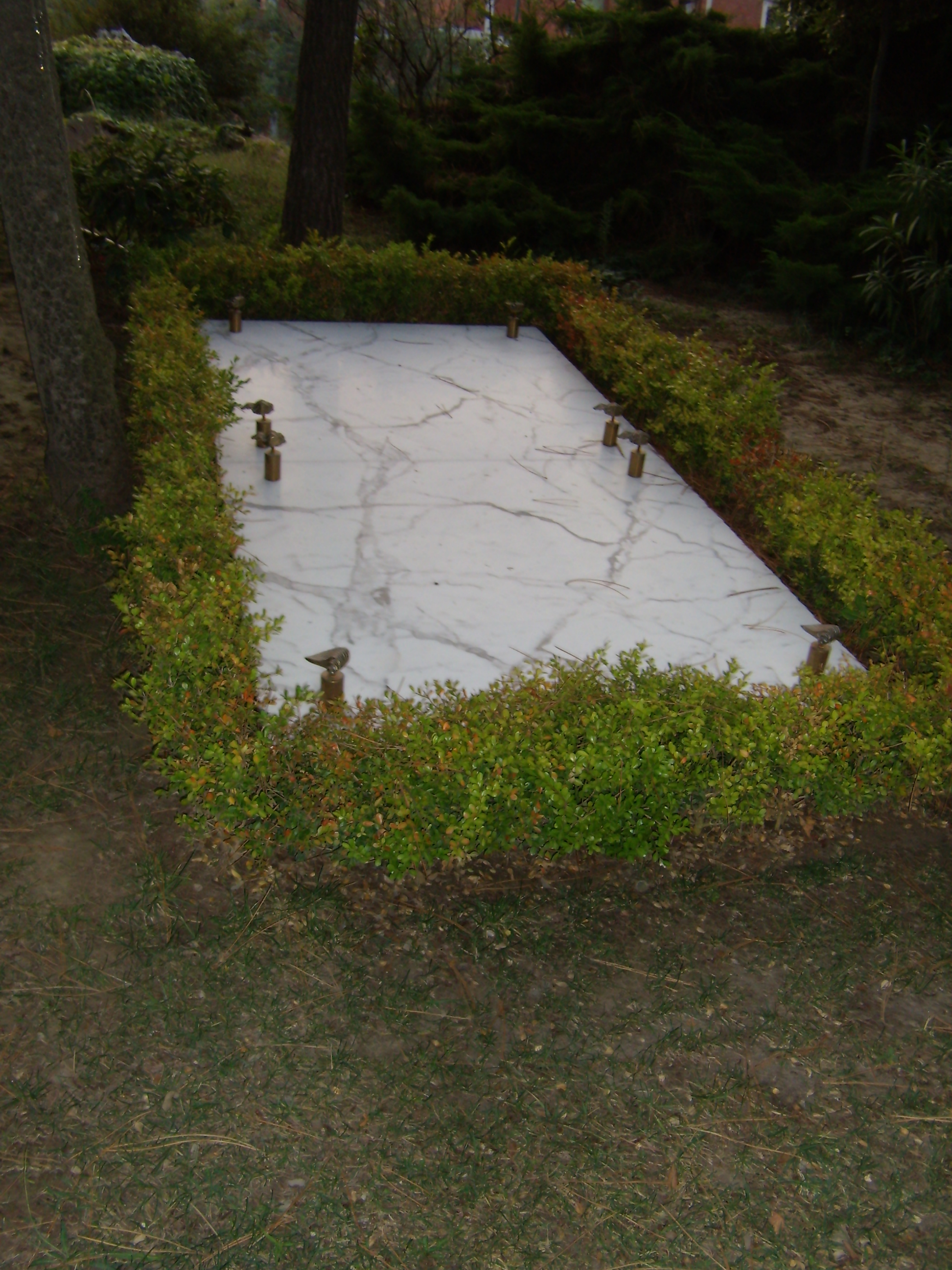
Tomba di Remo Brindisi nella sua casa-museo

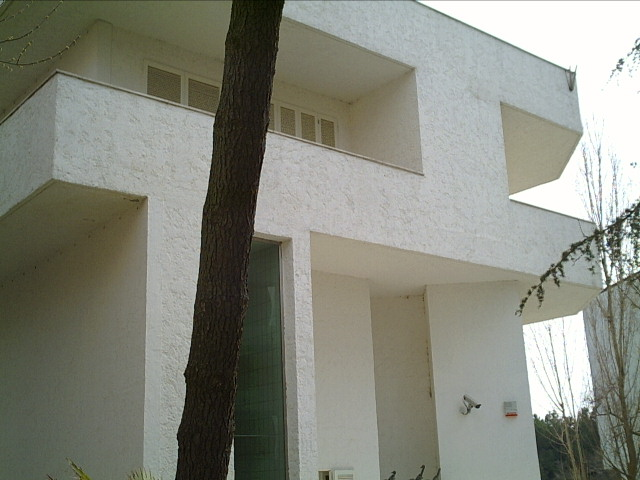
"Museo Alternativo Remo Brindisi"

Dal 1968 fino al 1974 è stata attiva, al Lido di Spina, la prima seggiovia biposto a morse fisse in Italia che collegava il campeggio alla spiaggia.
La seggiovia venne realizzata dalla ditta Fulvio Nascivera di Rovereto. Era lunga 1006 m ed aveva 10 sostegni di appoggio e due di ritenuta (partenza e arrivo).
L'impianto era in orizzontale senza alcun dislivello. In linea c'erano 127 seggiole biposto colorate. Fu smantellata dopo soli 6 anni di esercizio perché aveva un costo di gestione troppo alto per essere sostenuto dai proprietari del campeggio.
Nel 1971 il pittore italiano Remo Brindisi fece progettare e costruire al Lido di Spina la propria residenza dall'architetto-designer Nanda Vigo. La residenza, adibita a museo nei mesi estivi per un periodo compreso tra il 1972 e il 1996, dopo la sua morte è stata donata al comune di Comacchio.
 Il museo contiene una ricchissima collezione d'arte contemporanea, tra cui opere di Picasso, Alberto Savinio, Filippo De Pisis, Giacomo Balla, Mario Sironi, Medardo Rosso, Lucio Fontana, Giò Pomodoro, Mario Schifano. Contiene anche interessanti sculture cinetiche. La zona dell'appartamento privato del pittore, con studio annesso, è arredata in stile coerente con l'abitazione. 
Una radio privata, Radio Spina, trasmise dal 1979 al 1982 all'interno di un cortile condominiale coprendo l'intera località fino a raggiungere il Lido degli Estensi.
Lido di Spina ha ricevuto la qualifica di Bandiera Blu nel 2006, nel 2008 e dal 2011 al 2024.

## Descrizione
È il lido più a sud dei sette di Comacchio, con una spiaggia tra le più lunghe della riviera. Deve il suo nome all'antica città portuale etrusca di Spina, che anticamente sorgeva poco più a nord, nel territorio del Delta del Po.
All'estremo sud del territorio del lido ha inizio la riserva naturale delle Vene di Bellocchio, sito ad elevata diversità ambientale con un sistema di dune sabbiose attigue alla foce del fiume Reno, zone umide d'acqua dolce e salmastra, pinete, boscaglie e bosco di tamerici ed olivi.
In tempi recenti è divenuto un importante polo di attrazione turistica ed è caratterizzata da una particolare struttura urbanistica e topografica, fortemente irregolare. Vi sono pochissime strade rettilinee e numerose zone verdi, molto ampie. Il Lago di Spina è piccolo, ma offre una suggestiva passeggiata. Il lido è collegato con il vicino Lido degli Estensi tramite due ponti sul canale Logonovo.